# おばんざい

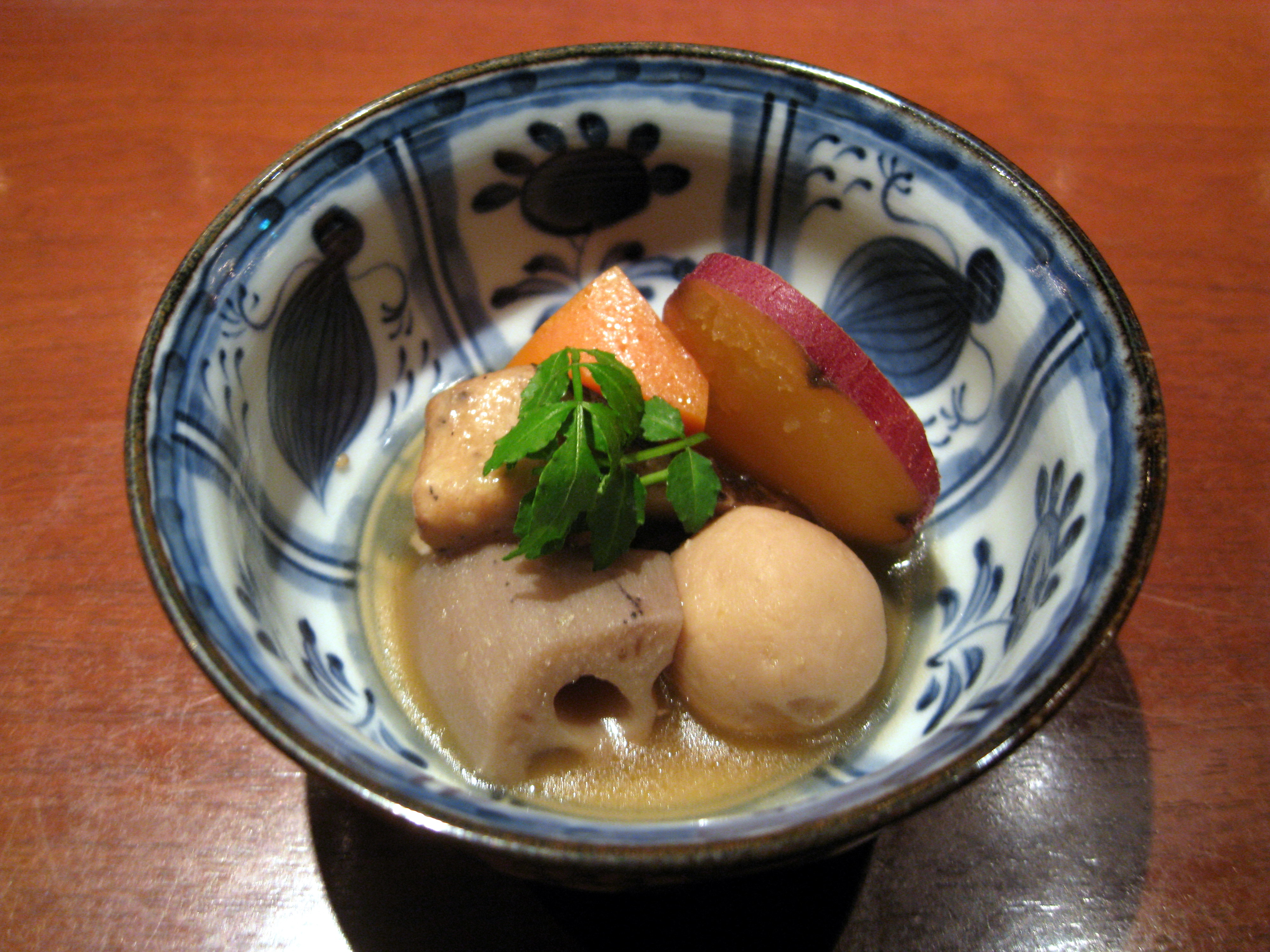
京野菜の煮物。いわゆる「炊いたん」

おばんざい（御晩菜、お番菜、お晩菜、お万菜）とは、昔から京都の一般家庭で作られてきた惣菜の意味で使われる言葉である。

## 概要
「番」の字は「常用、また粗品を示す語ともなる。番茶、番傘など」との意味がある(広辞林)。元来は京都料理に限らず、嘉永2年出版の献立集『年中番菜録』には「民家の食事にて関東は惣菜といい関西にてお雑用という日用の献立を集める。珍しい料理、高価な料理は番菜にならないので除き、女房まかない女の思案に詰まった時の種本とする」とあり、119種の献立を列挙する。しかし、実際は京都市民はこういう言い方はほとんどせず、単に「おかず」と呼ぶ。京言葉のように広まったのは、一説には1964年（昭和39年）1月4日から朝日新聞京都支局が「おばんざい」というタイトルの京都の家庭料理を紹介するコラムを連載したことからという。連載当時もこういう言い方をする地元民はほとんどいなかった。
京都の伝統料理でも、家庭料理として作られるものを指す。専門に修行をした料理人が出す京都の料理は「京料理」と呼ばれ、日本各地で和食の標準的な地位を占めているが、そのような見た目を重視したり、手が込んだ料理は一般におばんざいとは認識されていない。
一般に京都のおかずの味付けは京料理と同じく薄味で、鰹節・昆布・椎茸のうま味を付けた煮物（炊いたん）が多い。いわゆる京野菜など近郊の葉物野菜や根菜類を、油揚げ（お揚げさん）と煮たり、煮てから水溶き葛粉・片栗粉を加えて葛ひきにしたりする。使う醤油は薄口のため、色も素材の色に近い。しかし、塩こぶと呼ぶ昆布の佃煮のような塩辛く、色の濃い家庭料理もある。
焼き物は家庭のおかずであっても一般に京料理と認識されているものと基本的に同じであるが、内陸のため新鮮な海産魚は伝統的な家庭料理にはほとんど使われなかった。海産魚類は若狭から鯖街道で運ばれる塩魚や干物、そして、琵琶湖と京都近辺の川や池で獲れる淡水魚を主に使用していた。
近年ではヘルシーなイメージから人気が高まっており、惣菜店で販売されたり、飲食店で看板メニューとして提供する店が増えてきている。ただ、京都市内の小料理店では、わざわざ観光客向けにおばんざいと表示していなくても、他地域から「おばんざい」と認識されているような料理が提供されていることが多い。

## 素材
朝日新聞が連載を始める前の、昭和前期の京都の日常家庭料理として考えると以下のものが多用された。

### 野菜
昭和前期は京都近郊にいまだ農地が広がっており、付近で生産された京野菜が主に市内で消費されていた。鉄道で遠隔地から搬入された野菜は「レールもの」と呼んで区別された。
壬生菜、水菜、九条葱、ナス（賀茂なす、山科なす）、鷹が峰唐辛子、万願寺とうがらし、カボチャ（鹿ヶ谷かぼちゃ）、ダイコン（聖護院大根、大根の葉）、カブ（聖護院かぶ）、ニンジン（金時にんじん）、ゴボウ（堀川ごんぼ）、エビイモなどの京野菜。また、アブラナ（菜の花）、ハクサイ、キュウリ、白ウリ、タケノコ、サトイモ（子芋、ずいき）、ワラビ、フキ、ウド、サンショウ、ジュンサイ、シイタケ

### 豆類ほか海藻類・加工品など
大豆（枝豆）、小豆、ソラマメ、エンドウマメ（青豆）、インゲンマメ（三度豆、金時隠元）、ゴマ、クリ、コンブ、ワカメ、アラメ、ヒジキ、蒟蒻、豆腐、ひりゅうず(がんもどき)、おから、油揚げ（お揚げさん）、納豆

### 魚介類
ぜいたく品として頻度は少なく、夏のハモや節分いわし、正月料理の芋棒の棒だらなど季節物として限定されていた。
アユ、フナ、諸子（現在は高価なため家庭料理にはならない）、瀬田シジミ、鯉、サバ（塩鯖、浜焼き鯖）、塩鮭、カツオ（生節）、ハモ、棒鱈、身欠き鰊、ヤナギムシガレイ（笹かれい）、アマダイ（ぐじ）、マイワシ（目刺し）、煮干し（出汁じゃこ、カタクチイワシ）、ちりめんじゃこ、えび豆、スジエビ、ワカサギ

### 肉類
上記の朝日新聞コラムの筆者の手による文献には、肉を使ったおばんざいのメニューは一切記載されていない。唯一の例外は「関東煮（かんとだき）」の一具材としての「いりがら」のみである。